# Negenborn
Negenborn ist eine Gemeinde im Landkreis Holzminden in Niedersachsen (Deutschland) und gehört zusammen mit Klostergut und Kloster Amelungsborn zur Samtgemeinde Bevern.

## Geografie

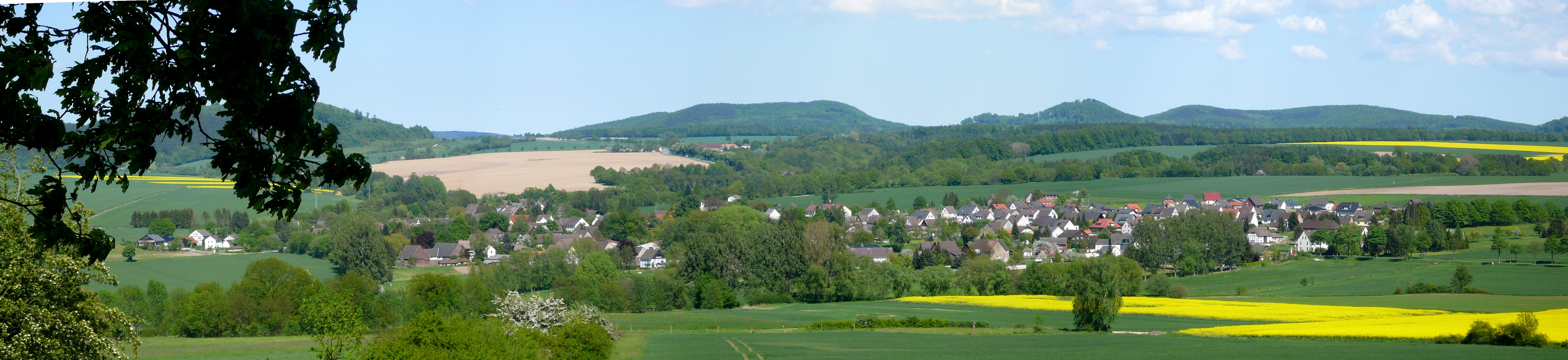
Blick vom Hang des Burgbergs nach Osten auf Negenborn

Negenborn liegt umgeben von Burgberg, Vogler und der Hochebene Odfeld in der Talsenke am Eingang zum Hooptal.
Nachbargemeinden sind im Norden Golmbach und Holenberg, im Osten Stadtoldendorf und im Süden Arholzen, Lobach und Deensen.
Der Ort wird in westlicher Richtung vom Forstbach durchflossen, welcher bei Forst in die Weser mündet.

## Geschichte
Der Name Negenborn leitet sich ab von dem ursprünglichen Namen Nighunburni (um 908) und bedeutet Neun Brunnen und ist auf die neun Quellen im Ort zurückzuführen.
Im 15. Jahrhundert wurde Negenborn durch das Raubritterunwesen verwüstet und zur Wiederbesiedlung 1490 dem Kloster überlassen. 
Negenborn lag an einer alten Heer- und Handelsstraße, die von Westfalen über Höxter und Stadtoldendorf bis nach Gandersheim und weiter geführt hatte und zwischen dem Kloster Amelungsborn und Eschershausen verlief.
Der Ort gehörte bis 1918 zum Herzogtum Braunschweig und bis 1943 zum Freistaat Braunschweig. 
1878 wird ein Männergesangsverein und 1910 ein Schützenverein gegründet, die beide heute noch bestehen und auch der 1979 gegründeten Arbeitsgemeinschaft Negenborner Vereine angehören. Der 1927 gegründete VfB Negenborn für den Fußballsport ist zusammen mit den Nachbargemeinden in der Spielgemeinschaft JSG Forstbachtal aufgegangen. 

### Einwohnerentwicklung
|      | Einwohner |
| ---- | --------- |
| 1925 | 1031      |
| 1933 | 0998      |
| 1939 | 0935      |
| 1996 | 0779      |
| 2006 | 0749      |
| 2014 | 0685      |

## Religion
82 % der Bevölkerung Negenborns sind evangelisch,
5 % katholisch und
13 % gehören einer anderen oder keiner Religionsgemeinschaft an.

## Politik

### Gemeinderat
Der Gemeinderat, der Negenborn vertritt, setzt sich aus neun Mitgliedern zusammen. Bei der Kommunalwahl 2021 ergab sich folgende Sitzverteilung:
| Gemeinderat 2021Insgesamt 9 Sitze - SPD: 5 - Grüne: 1 - FDP: 2 - CDU: 1 |

### Bürgermeister
Marcel Ahrens (SPD)

## Infrastruktur und Wirtschaft

### Verkehr
Negenborn liegt an der Bundesstraße 64 und an der Landesstraße 580. Ab 2001 wurde mit Plänen einer Ortsumgehung begonnen.
Mit Einstellung des Klageverfahrens am 13. November 2013 gegen den Planfeststellungsbeschluss vom 25. Juni 2010 erfolgte am 7. Januar 2016 der erste Spatenstich durch den niedersächsischen Minister für Wirtschaft, Arbeit und Verkehr, Olaf Lies. Die Baukosten für die 3,8 km lange Ortsumgehung betragen rund 16,7 Millionen Euro.

### Bildung
Als allgemeinbildende Schule existiert die Grundschule im Forstbachtal. Einen Kindergarten vor Ort gibt es nicht, hierfür steht der Kindergarten in Golmbach zur Verfügung.

## Sehenswürdigkeiten
- Duhnemühle

## Persönlichkeiten

### Söhne und Töchter der Gemeinde
- August Winnefeld (1877–1947), Politiker (DVP), MdR
- August Kappey (1884–1957), Landwirt, Bürgermeister von Negenborn und Mitglied des Hannoverschen Provinziallandtags (1929–1933)
- Hildegard Brodtführer (1899–1976), Politikerin (SPD)

### Mit dem Ort verbundene Persönlichkeiten
- Rüdiger Butte (1949–2013), Politiker (SPD) und Landrat